# Kazimierz Piotr Zaleski
Kazimierz Piotr Zaleski (C. Pierre Zaleski; ur. 2 marca 1928 w Paryżu) – polski i francuski fizyk, mieszka we Francji, specjalista w dziedzinie energii jądrowej, profesor uniwersytetów we Francji i USA. Jest prezesem Polskiego Towarzystwa Historyczno-Literackiego we Francji, które zarządza Biblioteką Polską w Paryżu.

## Życiorys

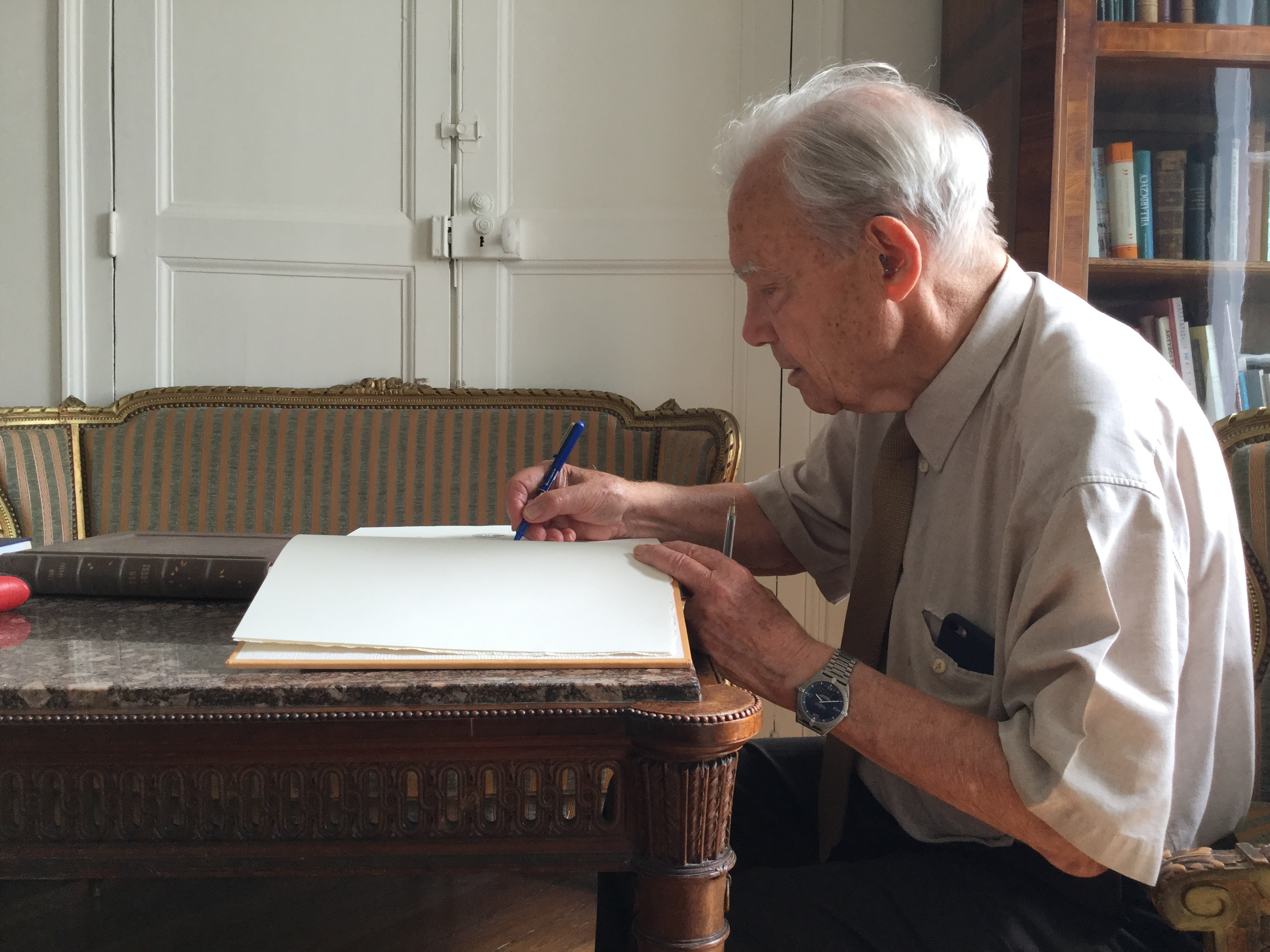
Kazimierz Piotr Zaleski w Bibliotece Polskiej w Paryżu, wrzesień 2018

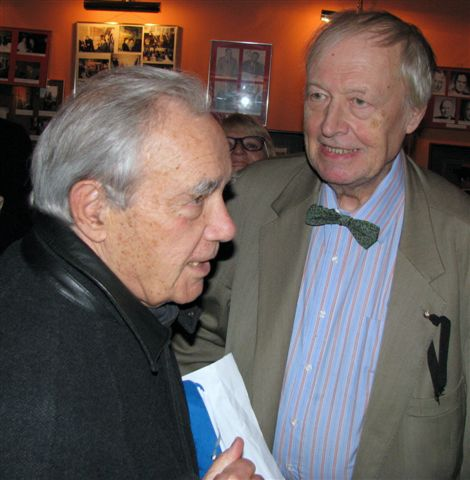
Kazimierz Piotr Zaleski z Maciejem Morawskim w Stowarzyszeniu Pracowników, Współpracowników i Przyjaciół Rozgłośni Polskiej Radia Wolna Europa im. Jana Nowaka-Jeziorańskiego, Warszawa 2 listopada 2009

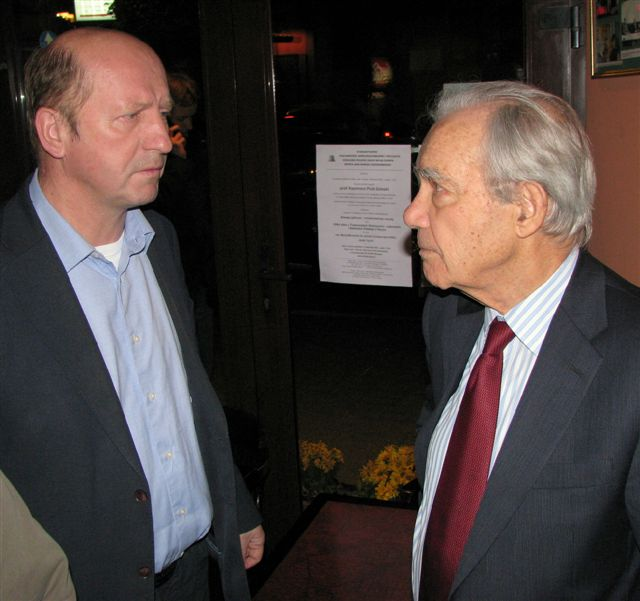
Kazimierz Piotr Zaleski z Maciejem Płażyńskim w Stowarzyszeniu Pracowników, Współpracowników i Przyjaciół Rozgłośni Polskiej Radia Wolna Europa im. Jana Nowaka-Jeziorańskiego, Warszawa 2 listopada 2009

Syn Zygmunta Lubicz-Zaleskiego (1882–1967) – historyka literatury, krytyka, poety i publicysty oraz Marii z domu Zdziarskiej (1898–1987), brat przedsiębiorcy Romana (Romaina) Zaleskiego.
Urodzony w Paryżu, spędzał co roku wakacje letnie w Polsce w posiadłościach rodzinnych. W 1939 wybuch II wojny światowej uniemożliwił mu powrót do Francji.
Uczęszczał na tajne komplety w liceach im. Stefana Batorego i Stanisława Staszica. W 1942 wstąpił do Związku Walki Zbrojnej – późniejszej Armii Krajowej. Po zdaniu tajnej matury wstąpił do partyzantki (30. dywizja poleska). Do sierpnia 1944 jego oddział brał udział w ciężkich walkach, przechodząc m.in. parokrotnie przez front niemiecko-sowiecki, by działać za niemiecką linią. Po rozbrojeniu dywizji przez wojsko sowieckie w sierpniu 1944 uciekł z Majdanka (gdzie Rosjanie zatrzymali żołnierzy i podoficerów 30. dywizji) i starał się przedostać do walczącej Warszawy. Został aresztowany przez NKWD koło Garwolina, a następnie był przesłuchiwany. Przekazany polskim władzom komunistycznym, został za przynależność do AK skazany na 10 lat więzienia na zamku w Lublinie, gdzie warunki podobne były do obozów niemieckich, jednakże potem został przeniesiony do więzienia we Wronkach (Sąd Warszawskiego Okręgu Wojskowego w Warszawie unieważnił ten wyrok w 1993).
Zwolniony warunkowo w lutym 1946 dostał się na Politechnikę Warszawską (siedziba w Łodzi). Wrócił następnie do Francji, gdzie studiował na Wydziale nauk ścisłych w Paryżu i w Instytucie Radu pod kierownictwem Ireny Joliot-Curie.
W listopadzie 1950 podjął pracę w Commissariat à l'energie atomique (CEA) przy reaktorze ZOE – pierwszym reaktorze francuskim zbudowanym w 1948. Rozpoczął studia z zakresu fizyki; studiował nową metodę mikrodystrybucji potoków neutronowych. Publikacje na ten temat wydał m.in. dla Francuskiej Akademii Nauk. Pracował w tym czasie nad nowym paliwem dla reaktora, który pozwoliłby zwiększyć dwudziestokrotnie moc ZOE.
W 1954 polecono mu założenie zespołu, który miał uruchomić pierwszą francuską elektrownię jądrową wytwarzającą prąd i plutonium (G1). W tym okresie wielkie mocarstwa zachowywały w sprawach nuklearnych tajemnicę i Francja nie miała krytycznego eksperymentu mocy zerowej, potrzebnego przed konstrukcją reaktora dużej mocy.
W 1957 zorganizował w ramach CEA dział badawczo-naukowy rozwijający koncept reaktorów na szybkich neutronach i został mianowany jego kierownikiem. Był również głównym projektantem pierwszego reaktora tego typu we Francji. Kierował zespołem CEA Euratome prowadzącym w Centrum badawczym Cadarache doświadczenia dotyczące reaktorów na szybkich neutronach do regeneracji paliwa. Wydał liczne publikacje na ten temat. Był także delegatem francuskim na konferencje atomowe ONZ w Genewie (1955, 1958 i 1964).
Pod koniec lat 60. prowadził m.in. wykłady w Massachusetts Institute of Technology MIT (USA). Był konsultantem amerykańskich federalnych władz bezpieczeństwa atomowego NRC (Nuclear Regulation Commission) w Waszyngtonie. Pełnił przez 4 lata we funkcję doradcy do spraw atomowych w ambasadzie Francji w Waszyngtonie. Pracował przez wiele lat dla EDF (Electricité de France), kierując m.in. działem badawczo-naukowym pracującym nad centralami na szybkich neutronach. Był dyrektorem firmy Technicatome, odpowiedzialnej za koncepcję i zbudowanie reaktorów Phénix i Superphénix, jak również silników atomowych dla marynarki narodowej. Był przedstawicielem Francji w GBRA (Gaz Breeder Reactor Association) – stowarzyszeniu reaktorów na szybkich neutronach chłodzonych gazem.
W latach 80. XX w. był dyrektorem stowarzyszenia ANRT (Association Nationale des Recherches Techniques) – stowarzyszenie to było wówczas swego rodzaju akademią inżynieryjną we Francji, gdyż istniejące akademie nie obejmowały tej dziedziny. Stworzył firmę Europtica Service International Communication (ESIC). Równocześnie pomagał byłemu francuskiemu ministrowi przemysłu, André Giraud, stworzyć ośrodek geopolityki energii i surowców CGEMP (Centre de Geopolitique de l’Energie et des Matières Premières) na Uniwersytecie Paris IX Dauphine.
Do 2024 roku był prezesem Polskiego Towarzystwa Historyczno-Literackiego we Francji, mającego w swej pieczy Bibliotekę Polską w Paryżu. Jest Administratorem Generalnym Ośrodka Badawczego Geopolityki Energii i Surowców na Uniwersytecie Paris IX Dauphine i wykładowcą tej uczelni.

## Osiągnięcia zawodowe
- Członek Biura i były prezes Międzynarodowej Akademii Energii Jądrowej (INEA; USA)
- Członek Biura Global Foundation (Miami, USA)
- Wiceprezes i członek-fundator Moscow International Energy Club
- Dyrektor i administrator holdingu finansowego w Amsterdamie
- Były prezes European Nuclear Society (ENS) – organizacji grupującej ok. 15 tysięcy uczonych inżynierów i technologów europejskich
- Członek honorowy i fundator Société Française d’Energie Nucléaire (SFEN)
- Były dyrektor American Nuclear Society (USA).

Autor opracowania pt.: Kryzys energetyczny. Zmiany klimatyczne – wyczerpywanie zasobów – ekonomia – polityka (Instytut Europy Środkowo-Wschodniej, Lublin 2009, ISBN 978-83-60695-20-3; seria: „Analizy Instytutu Europy Środkowo-Wschodniej”)

## Odznaczenia i nagrody
- Krzyż Srebrny Orderu Wojennego Virtuti Militari nadany przez gen. Tadeusza Bora-Komorowskiego
- Krzyż Komandorski z Gwiazdą Orderu Odrodzenia Polski – 2012[2]
- Krzyż Komandorski Orderu Odrodzenia Polski
- Krzyż Partyzancki nadany przez prezydenta RP Lecha Wałęsę
- Medal Wojska (czterokrotnie)
- Medal za Warszawę 1939–1945
- Złoty Medal „Zasłużony Kulturze Gloria Artis”[3]
- Kawaler Legii Honorowej (Chevalier de la Légion d'honneur, Francja)
- Kawaler Orderu Sztuki i Literatury (Chevalier des Arts et des Lettres, Francja)
- Nagroda im. Aleksandra Gieysztora, przyznawaną Fundację Kronenberga przy Citi Handlowy  za podjęcie i przeprowadzenie pełnej modernizacji Biblioteki Polskiej w Paryżu, co uczyniło z niej placówkę nowoczesną, służącą promocji wiedzy o Polsce i jej historii oraz dokumentującą dorobek polskiej kultury i myśli
- Odznaka Honorowa „Bene Merito” – 2023[4]